# Нью-Брансуик
Нью-Бра́нсуик (англ. New Brunswick, фр. Nouveau-Brunswick [nuˈvo bʁɔnzˈwik] Нуво́-Бранзуи́к, буквально «Новый Брауншвейг») — провинция на востоке Канады, одна из трёх так называемых Приморских провинций и единственный субъект федерации, официально объявленный двуязычным (официальными языками являются английский и французский).
Столица — город Фредериктон, крупнейший город — Монктон, второй по величине город провинции — Сент-Джон.
Население — 757 тыс. человек (8-е место среди провинций; данные 2001 года).

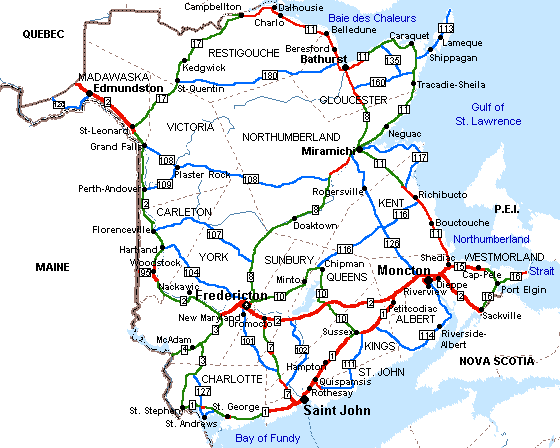
Схема дорог Нью-Брансуика

## География

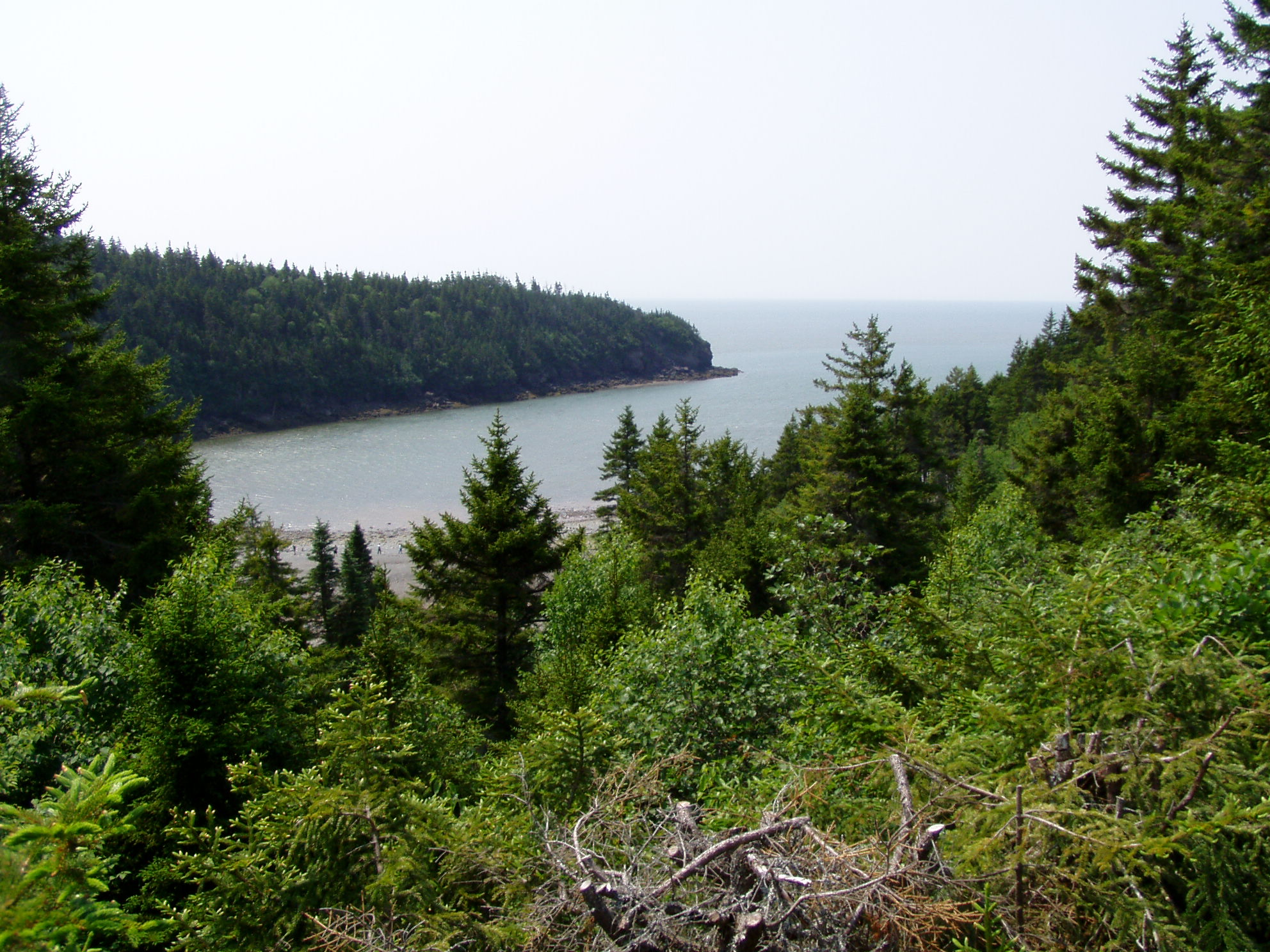
Национальный парк Фанди, Нью-Брансуик

Нью-Брансуик расположен на юго-востоке Канады на побережье Атлантического океана. Провинция граничит на севере и северо-западе с провинцией Квебек, на юго-востоке с Новой Шотландией, на юго-западе — с американским штатом Мэн. На востоке Нью-Брансуик омывается Атлантическим океаном. Остров Принца Эдуарда и континентальный Нью-Брансуик разделяет пролив Нортамберленд, самая узкая часть которого носит название пролив Абегуэйт (Abegweit Passage), и имеет ширину 13 километров. Через пролив построен мост Конфедерации. Остров Принца Эдуарда выделен в отдельную провинцию Канады.
Северную часть провинции и частично её центр занимают отроги Аппалачей, юго-восточную часть провинции занимают низменности, вдоль залива Фанди на самом юге протянулись невысокие, но очень живописные Каледонские Холмы, часть территории которых занимает национальный парк Фанди.
Несмотря на скромные размеры, Нью-Брансуик обладает значительными запасами водных ресурсов — рек и озёр. Исторически сложилось так, что и населённые пункты, и экономика провинции больше привязаны к рекам, чем к побережью океана. Самой большой рекой Нью-Брансуика является река Сент-Джон, бассейн которой занимает почти половину территории провинции и по которой проходит часть границы с США на северо-западе. На берегах реки находятся наиболее крупные города — Сент-Джон, Эдмундстон, столица провинции Фредериктон, а также множество небольших городков и посёлков. Помимо реки Сент-Джон, наиболее значительными реками провинции являются: Сент-Круа, по которой проходит часть границы с США — на юго-западе, Птикодьяк — на юге, Рестигуш — на северо-западе, Мирамиши — на востоке. На многих реках провинции построены гидроэлектростанции. Большая часть озёр расположена на юге провинции. Самым крупным пресноводным озером является озеро Гранд-Лейк, расположенное восточнее Фредериктона. Среди остальных внутренних водоёмов можно выделить группу озёр Чипутнетикук на границе с США, а также озеро Холмс, известное место рыбалки и отдыха.

## Климат
Климат континентальный, хотя и смягчённый влиянием океана. Климат более суровый на северо-западе, где в виде снега выпадает около трети всех осадков и температура на несколько градусов ниже, чем в центре провинции. В прибрежной части Нью-Брансуика на несколько градусов теплее зимой и слегка прохладней летом, в виде снега выпадает только 15…20 % от всех осадков. Средний безморозный период колеблется от 100 дней на северо-западе до 125 дней у берегов залива Фанди.

## Флора и фауна
Лесами покрыто примерно 83 % территории провинции. От общей площади лесов 45 % занимают хвойные леса, 27 % — лиственные, 28 % — смешанные. Наиболее распространёнными породами хвойных деревьев в Нью-Брансуике являются ель и пихта, самыми ценными — кедр (туя западная) и сосна веймутова. Также растёт сосна Банкса, сосна красная, лиственница, тсуга. В лиственных лесах растёт клён сахарный и серебристый, берёза бумажная и жёлтая, тополь. Реже встречается пенсильванский ясень, серый орех, красный дуб, американская липа. В лесах встречаются гризли и чёрные медведи, олени, американские лоси, волки, койоты, лисицы и рыси. Широко представлены пушные звери: ондатры, бобры, еноты, куницы, норки, пеканы и выдры. Большое число водоплавающей птицы.
Прибрежные воды богаты крабами, устрицами и омарами. Во внутренних водоёмах и прибрежных водах водится 53 разновидности рыб, в том числе: осётр, американский угорь, атлантический лосось, 5 видов форели, чукучан, окунь, плотва, алоза, сельдь, голавль, налим, сиг, карась, колюшка.

## История
Нью-Брансуик в английской транскрипции обозначает «Новый Брауншвейг». Брауншвейг — вотчина королевского дома, правившего в Великобритании на момент основания провинции.
Первые поселения людей датированы возрастом в 12 тыс. лет. До европейцев на территории современной провинции жили индейские племена — в основном микмаки, а также абенаки и беотуки. Есть несколько теорий и предположений (Винланд) о посещении около 1000 года викингов, но археологические находки, доказывающие это, в отличие от Ньюфаундленда, пока не найдены.
Первое зарегистрированное европейцами посещение произошло в 1534 году под руководством Жака Картье. Следующее известное французское посещение произошло весной 1604 года под командованием Самюэля де Шамплена, положившее началу Новой Франции.
Во время Семилетней войны в 1759 году территория Нью-Брансуика перешла под контроль Великобритании. В 1867 году Нью-Брансуик одним из первых вошёл в Канадскую Конфедерацию, позже положившую начало современной Канаде.
В 1937 году в Нью-Брансуике был самый высокий уровень детской смертности и неграмотности в Канаде. В конце Великой депрессии уровень жизни в Нью-Брансуике был намного ниже среднего по Канаде. В 1940 году Комиссия Роуэлла-Сируа[уточнить][уточнить] сообщила, что попытки федерального правительства справиться с депрессией продемонстрировали серьезные недостатки в конституции Канады: в то время как федеральное правительство имело большую часть полномочий по сбору доходов, у провинций было много расходных обязательств, таких как здравоохранение, образование и социальное обеспечение, которые становились всё более дорогими. Комиссия рекомендовала создание уравнительных платежей, реализованных в 1957 году.
Флаг Нью-Брансуика, основанный на гербе, был принят в 1965 году. Обычные геральдические изображения льва и корабля олицетворяют колониальные связи с Европой и важность судоходства в то время, когда был присвоен герб.

## Население
В прошлом территорию провинции заселяли индейцы. В настоящее время коренные народы представлены микмаками, проживающими на востоке провинции и малеситами на западе.
После начала французской колонизации (Новая Франция), они постепенно смешиваются с поселенцами из Франции (Бретань, Анжу) — в основном крестьянами и рыбаками. Так на территории края в XVII—XVIII веках сформировалась новая франкоязычная община — так называемые Акадийцы, получил распространение французский язык. Этнолингвистическая ситуация в регионе резко изменилась после британо-американского вторжения. Депортация акадийцев, инициированная британскими властями в 1755—1763 гг., была крайне жестокой и приняла формы геноцида (казни, конфискация или уничтожение имущества, насильственная ассимиляция, введение линии оседлости). До 75 % франко-акадцев погибло или было депортировано, физическому истреблению подверглись и автохтонные индейцы.
Большинство англоязычного населения Нью-Брансуика являются потомками лоялистов, переселившихся на территорию провинции после Американской революции. Это отражено в девизе провинции: «Spem reduxit» («Надежда вернулась»).
Существует также значительная часть потомков ирландских переселенцев, особенно в Сент-Джоне и долине Мирамиши. Жители с шотландскими корнями разбросаны по всей провинции с наибольшей концентрацией в Мирамиши и Кемпбелтоне. Существует также небольшая группа потомков датчан в Нью-Денмарке на северо-западе Нью-Брансуика.

### Численность населения

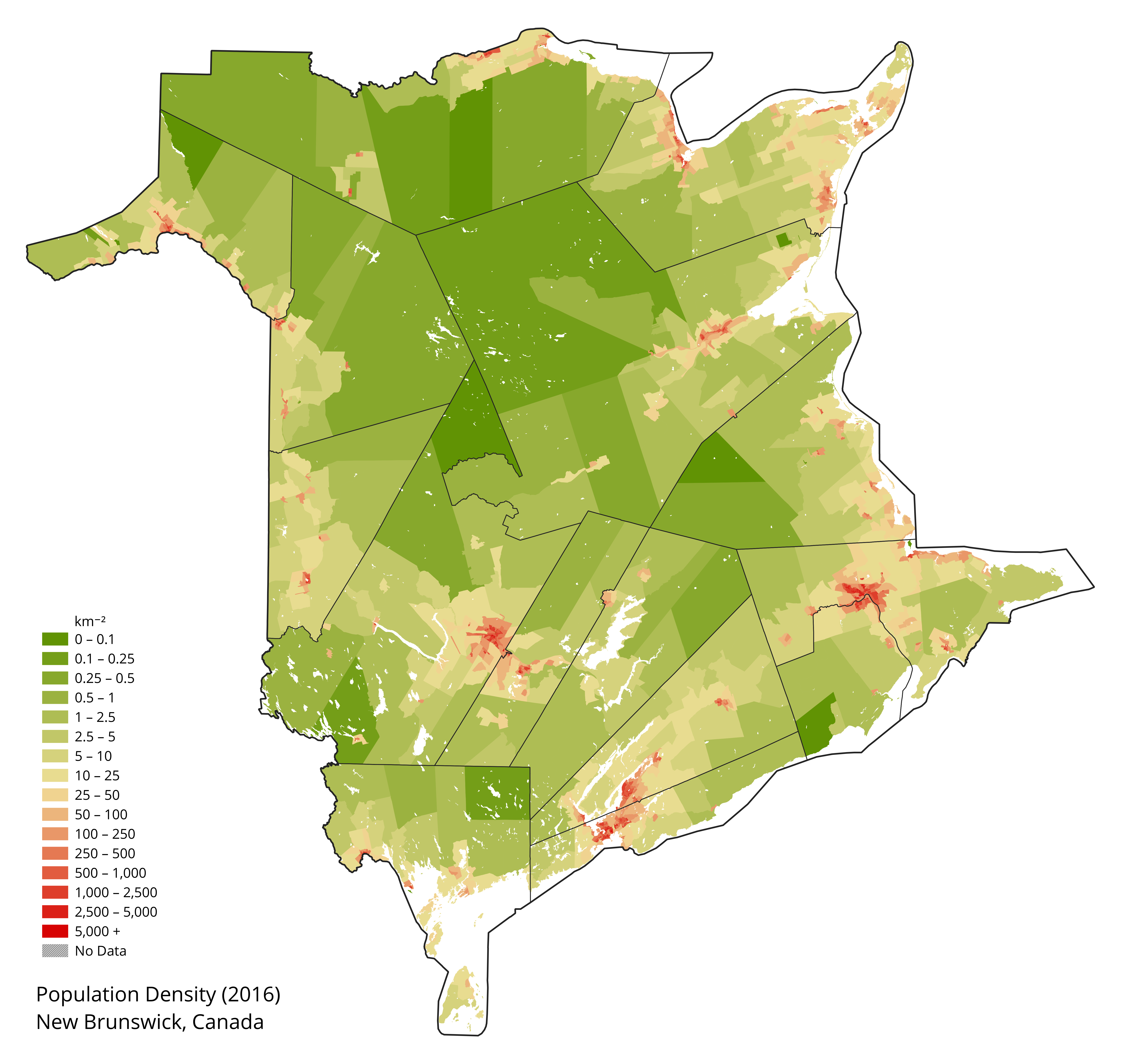
Плотность населения Нью-Брансуика

Плотность населения провинции составляет 10,5 человека на км². При этом в трёх крупнейших агломерациях Монктона, Сейнт-Джона и Фредериктона проживает половина населения провинции.
Согласно переписи 2016 г. население Нью-Брансуика составляет 747 101 человек, проживающих в 319 770 домохозяйствах. Нью-Брансуик стал единственной провинцией Канады, где население сократилось по сравнению с предыдущей переписью. В 2011 году в Нью-Брансуике было зарегистрировано 751 171 жителей, сокращение составило −0,5 %.
Суммарный коэффициент рождаемости (СКР) в Нью-Брансуике в 2016 составлял 1,55, что было немного выше среднего значения по Канаде — 1,54..
Количество зарегистрированных безработных в 2016 году составляло 42 745 человек (в 1996 г. — 56 270), уровень безработицы — 11,2 % (15,5 %).
Медианный годовой доход домохозяйств в 2015 году составил $59 347 (после вычета налогов — $52 553). Средние данные по Канаде — $70 336 ($61 348).
Изменение в возрастном составе жителей провинции характеризуется старением населения. Сокращается не только доля младше трудоспособного возраста (до 14 лет), но так же и в трудоспособное население (до 65 лет). Доля людей старше 65 лет увеличилась в 1,5 раза за последние 20 лет:
| Возрастная группа | Перепись 2016 | Перепись 2016     | Перепись 1996 | Перепись 1996     |
| Возрастная группа | Численность   | Доля от населения | Численность   | Доля от населения |
| ----------------- | ------------- | ----------------- | ------------- | ----------------- |
| до 14 лет         | 110 495       | 14,8 %            | 144 615       | 19,59 %           |
| 15-64 лет         | 487 820       | 65,3 %            | 500 335       | 67,78 %           |
| старше 65 лет     | 148 785       | 19,9 %            | 93 185        | 12,62 %           |

С 2013 году средняя ожидаемая продолжительность жизни достигла максимального значения в 81 год и с тех пор снижается уже 7 лет подряд достигнув в 2020 году уровня 80,67 года. Среднее значение по стране — 82.

### Этнический состав
Нью-Брансуик не обладает таким же этническим разнообразием как другие провинции Канады. Большинство жителей провинции являются потомками переселенцев из Северо-Западной Европы.
|    | Этнос     | Население (2016) | Доля   |
| -- | --------- | ---------------- | ------ |
| 1  | Канадцы   | 407 370          | 55,8 % |
| 2  | Англичане | 168 205          | 23,0 % |
| 3  | Французы  | 163 245          | 22,3 % |
| 4  | Ирландцы  | 147 245          | 20,2 % |
| 5  | Шотландцы | 134 455          | 18,4 % |
| 6  | Индейцы   | 36 405           | 5,0 %  |
| 7  | Немцы     | 34 205           | 4,7 %  |
| 8  | Акадийцы  | 29 505           | 4,0 %  |
| 9  | Голландцы | 15 230           | 2,1 %  |
| 10 | Метисы    | 10 960           | 1,5 %  |
|    | …         |                  |        |
| 21 | Русские   | 2260             | 0,3 %  |

Доля была рассчитана исходя из количества респондентов ответивших на вопрос о своей этнической принадлежности (730 705).

При ответе на вопрос об этническом происхождении респондентам разрешалось давать несколько ответов.
По переписи 2016 года визуально заметные меньшинства  насчитывали 24 535 человек и их доля составляла всего 3,36 % от общей численности населения, что намного меньше чем в других провинциях Канады. Это объясняется низким уровнем иммиграции как в Нью-Брансуик в частности, так и в Атлантические провинции в целом.
Этнические меньшинства (2016):
 Черные (1,0 %) Китайцы (0,6 %) Арабы (0,4 %) Другие меньшинства (1,5 %) Не являются меньшинствами (96,5 %)
| Меньшинство           | Численность (2016) | Доля   |
| --------------------- | ------------------ | ------ |
| Всего меньшинств      | 24 535             | 3,36 % |
| Черные                | 7 000              | 0,96 % |
| Китайцы               | 3 925              | 0,54 % |
| Арабы                 | 2 960              | 0,41 % |
| выходцы из Южной Азии | 2 535              | 0,35 % |
| Остальные             | 8 115              | 1,11 % |

Доля визуально заметных меньшинств была рассчитана на основании общего количества респондентов ответивших о своей этнической принадлежности 730 710.

### Язык
Языковая ситуация в Нью-Брансуике является уникальной. Это единственная провинция, где оба государственных языка — и английский, и французский — являются официальными. Государственные услуги предоставляются на обоих языках. Образование на всех уровнях также ведется как на английском, так и на французском языках. Долгое время образование на французском языке было недоступно. До 1960-х образование на французском языке в Нью-Брансуике не велось даже в школах. Высшее образование на французском языке ведется в Монктонском университете.
| Франкоговорящее большинство, англоговорящих < 33% Франкоговорящее большинство, англоговорящих> 33% Англоговорящее большинство, франкоговорящих < 33% Англоговорящее большинство, франкоговорящих > 33% Нет данных |

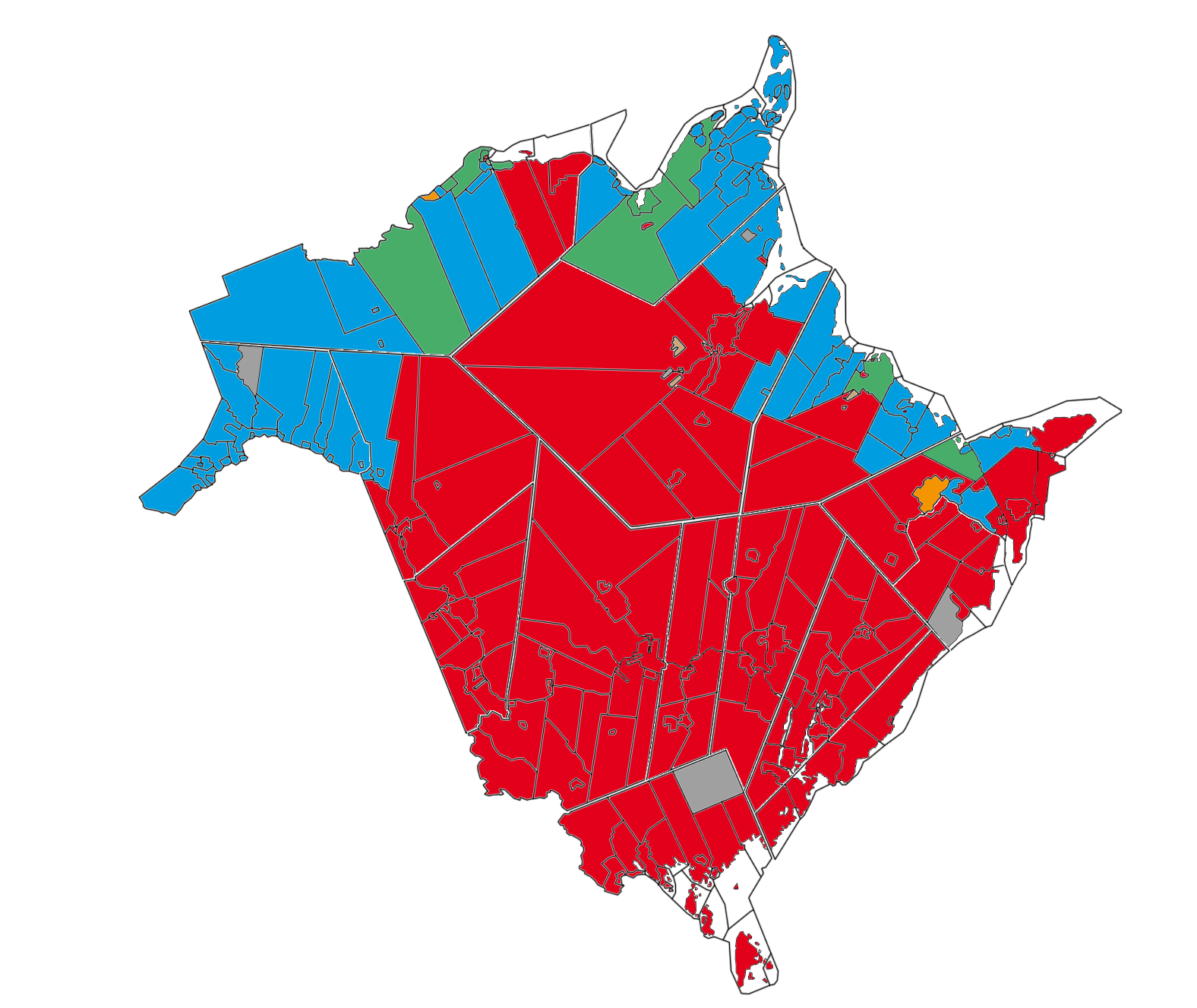

По грубой оценке, англофоны составляют 2/3 населения, франкофоны — 1/3, билингвами являются 34 % населения.
|   | Язык                      | 2006    | Доля (2006) | 2016    | Доля (2016) | 2021    | Доля (2021) |
| - | ------------------------- | ------- | ----------- | ------- | ----------- | ------- | ----------- |
| 1 | Английский                | 463 190 | 64,4%       | 472 725 | 64,2%       | 487 010 | 65,3%       |
| 2 | Французский               | 232 975 | 32,4%       | 231 110 | 31,4%       | 225 560 | 30,25%      |
| 3 | Арабский                  | 970     | 0,1%        | 2 855   | 0,4%        | 4 345   | 0,6%        |
| 4 | Тагальский (Филиппинский) | 330     | 0,0%        | 1 120   | 0,1%        | 2 590   | 0,35%       |
| 5 | Китайский                 | 1 265   | 0,2%        | 3 085   | 0,4%        | 2 340   | 0,3%        |
| 6 | Испанский                 | 1 040   | 0,1%        | 1 460   | 0,2%        | 2 210   | 0,3%        |
| 7 | Панджаби                  | 55      | 0,0%        | 125     | 0,0%        | 1 765   | 0,24%       |
| 8 | Русский                   | 310     | 0,04%       | 880     | 0,12%       | 1 520   | 0,20%       |

Те ответы, где в качестве родного языка было указано несколько языков в таблице не учтены.
Доля носителей русского языка за 15 лет увеличилась в 5 раз. Доля других европейских языков сокращается, кроме испанского и английского. Арабский язык является самым быстрорастущим. Растёт также доля китайского, филиппинского, пенджабского, корейского и других языков приезжающих в провинцию иммигрантов.

### Крупнейшие муниципальные образования
Большая часть населения Нью-Брансуика 65,3 % проживает в 107 крупнейших муниципальных образованиях, что составляет всего 8,6 % территории провинции.

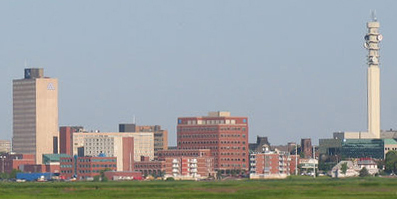
Монктон

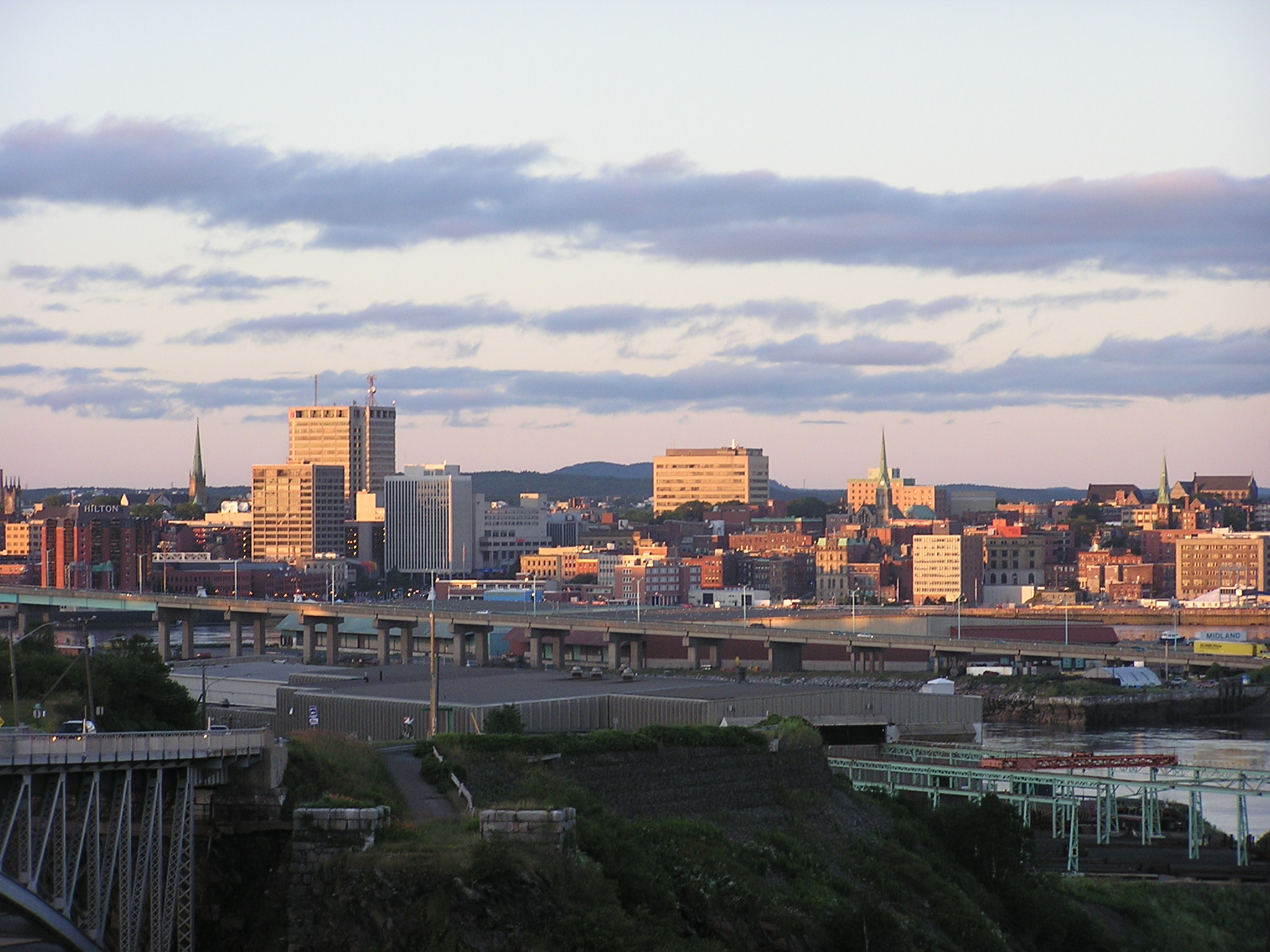
Сент-Джон

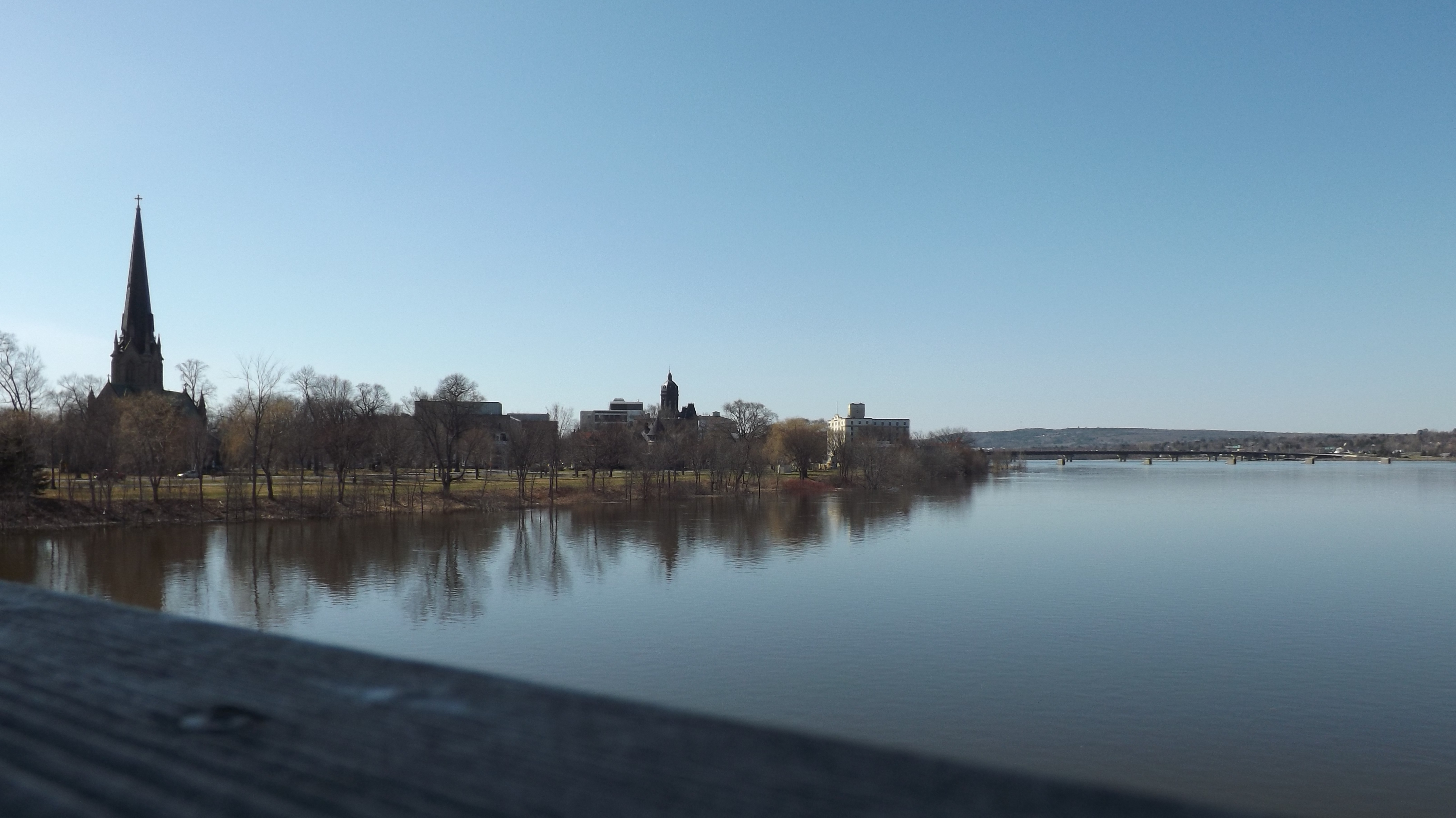
Фредериктон

|                                             | 2021    | 2016    | 2011    | 2006    | 2001    | 1996    |
| ------------------------------------------- | ------- | ------- | ------- | ------- | ------- | ------- |
| Городские агломерации                       |         |         |         |         |         |         |
| Агломерация Монктона                        | 157 717 | 144 810 | 139 287 | 126 424 | 118 678 | 113 495 |
| Агломерация Сент-Джона                      | 130 613 | 126 202 | 129 057 | 122 389 | 122 678 | 125 705 |
| Агломерация Фредериктона                    | 108 610 | 101 760 | 98 320  | 85 688  | 81 346  | 78 950  |
| 10 крупнейших городских муниципалитетов     |         |         |         |         |         |         |
| Монктон                                     | 79 470  | 71 889  | 69 074  | 64 128  | 61 046  | 59 313  |
| Сент-Джон                                   | 69 895  | 67 575  | 70 063  | 68 043  | 69 661  | 72 494  |
| Фредериктон                                 | 63 116  | 58 220  | 56 224  | 50 535  | 47 580  | 46 507  |
| Дьеп                                        | 28 114  | 25 384  | 23 310  | 18 565  | 14 951  | 12 497  |
| Ривервью                                    | 20 584  | 19 667  | 19 128  | 17 832  | 17 010  | 16 653  |
| Куиспамсис                                  | 18 768  | 18 245  | 17 941  | 15 239  | 13 757  | 8 839   |
| Мирамиши                                    | 17 692  | 17 537  | 17 811  | 18 129  | 18 508  | 19 241  |
| Эдмундстон                                  | 16 437  | 16 580  | 16 032  | 16 032  | 17 373  | 11 033  |
| Батерст                                     | 12 157  | 11 897  | 12 275  | 12 714  | 12 924  | 13 815  |
| Розесей                                     | 11 977  | 11 659  | 11 892  | 11 637  | 11 505  | 1 695   |
| 5 крупнейших сельских муниципальных округов |         |         |         |         |         |         |
| Бобассен                                    | 6 718   | 6 376   | 6 200   | 6 429   | 6 246   | 6 077   |
| Тракади                                     | 5 349   | 5 171   |         |         |         |         |
| Хенвелл                                     | 4 743   | 4 700   | 4 740   | 3 812   | 3 412   |         |
| От-Мадаваска                                | 3 720   | 3 714   |         |         |         |         |
| Кокань                                      | 2 757   | 2 649   | 2 540   |         |         |         |

## Экономика

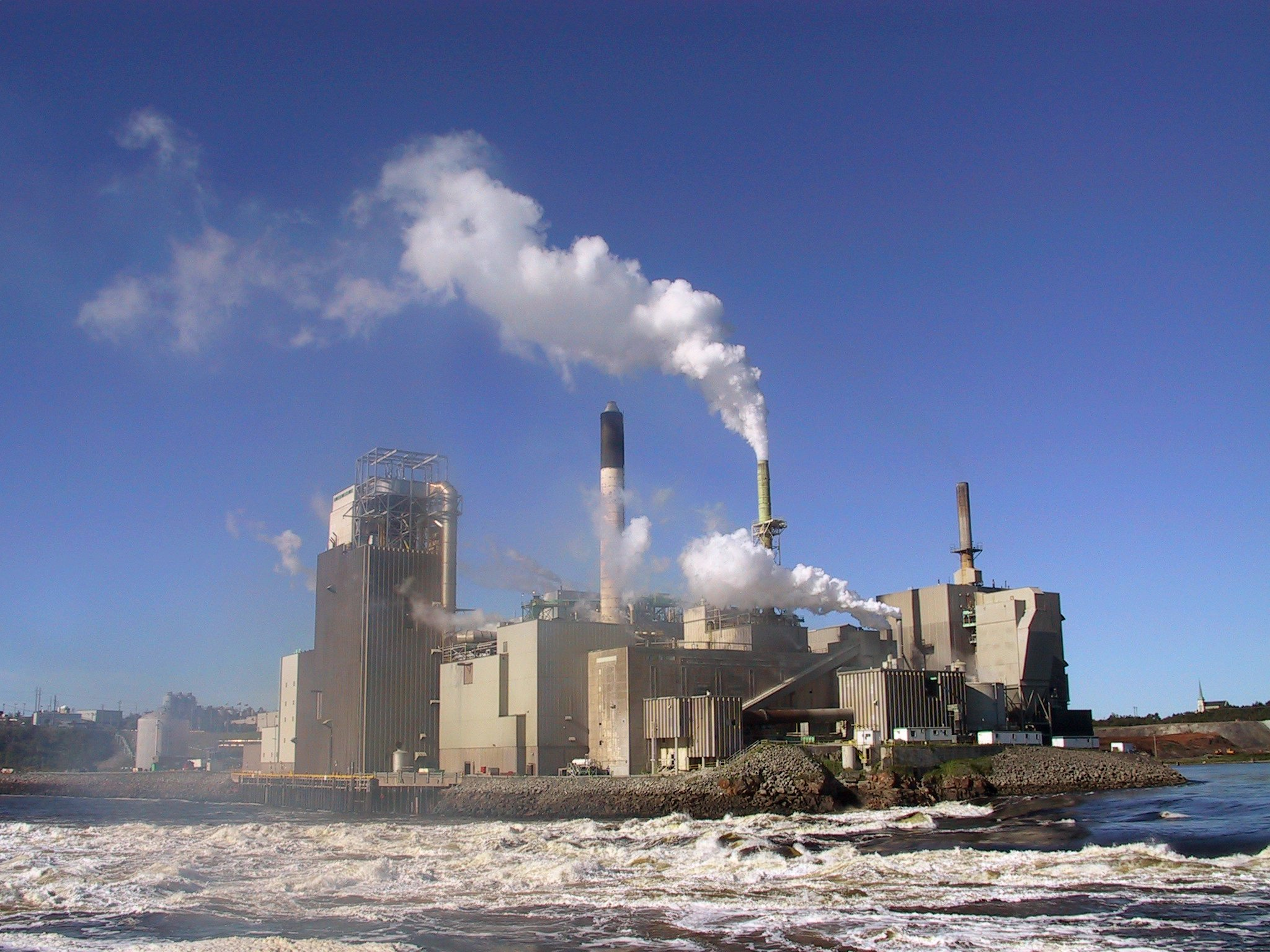
Целлюлозный завод, принадлежащий компании J.D. Irving, Limited

На октябрь 2017 в промышленном секторе было занято 73 400 человек, а в сфере услуг 280 900. Занятые в промышленности в основном трудоустроены в производстве и строительство, тогда как в сфере услуг это социальное обеспечение, торговля и здравоохранение.
США являются главным экспортёром товаров в Нью-Брансуик, они занимают долю в 92 % от всей внешней торговли провинции, что оценивается в почти $13 миллиардов на 2014 год. 63 % экспорта составляет продукты нефтепереработки, остальные товары экспорта — морепродукты, целлюлоза, бумага, продукция из древесины, калий. Экспорт морепродуктов и сельхозпродукции в одни только США составил $1,6 миллиарда в 2016 году. В сфере туризма за 2015 отдыхающими нерезидентами провинции было потрачено $441 миллионов, что обеспечило поступление в бюджет провинции $87 миллионов в виде налоговых сборов.
Нью-Брансуик является уникальным случаем не только в Канаде, но и в Северной Америке в связи с тем, что с 1960-х гг. практически монопольное положение в его промышленности (а также в местной политике) занимает семья Ирвинг. Основатель корпорации «Кей Си» Ирвинг создал в 1920-е гг. сеть автозаправок, а на вырученные от неё деньги скупил местную древесно-целлюлозную промышленность и железные дороги, что в свою очередь позволило создать широкую сеть магазинов и других предприятий.

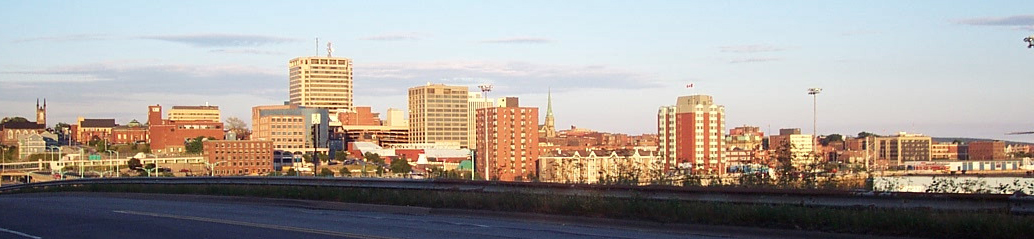
Вид Сент-Джона

## Достопримечательности
Залив Фанди считается одним из самых популярных природных туристических мест в мире. Бухта знаменита самыми высокими приливами в мире. Находится на восточном побережье Канады между Нью-Брансуиком и Новой Шотландией. 
В регионе 2 национальных и более 10 природных парков местного значения.